# 臺灣毛扁蝽
臺灣毛扁蝽（学名：Daulocoris formosanus）为扁蝽科毛扁蝽屬下的一个种。其种加词“formosanus”意为“台湾的”。